# National Treasure
National Treasure és una pel·lícula estatunidenca dirigida per Jon Turteltaub estrenada el 2004.

## Argument

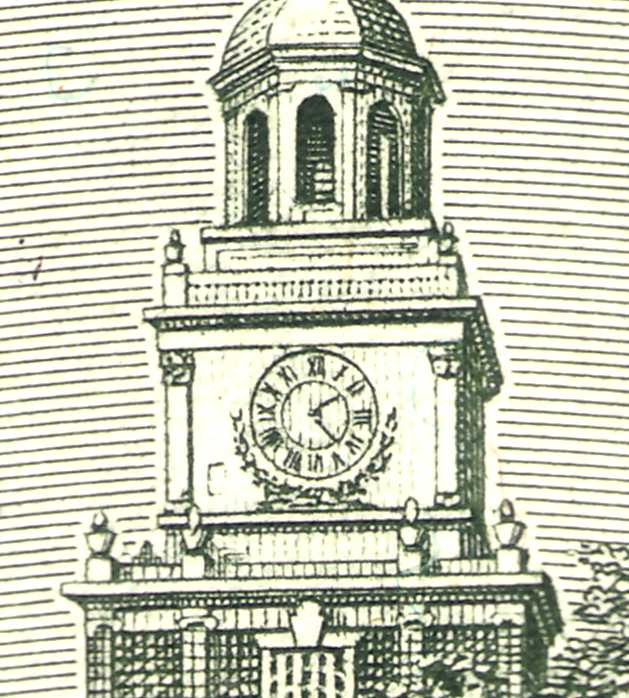
Detall d'un bitllet de 100 $.

Benjamin Franklin Gates (Nicolas Cage), anomenat Ben, segueix el rastre de la família Gates, volent trobar el famós tresor dels Templaris, d'un valor immesurable, que hauria estat amagat pels francmaçons durant la Guerra d'Independència dels Estats Units.
Durant set generacions, els membres de la família Gates van buscar les pistes que els Pares Fundadors d'Amèrica van deixar, i van recórrer cada racó del país a la recerca del tresor. És així com un bon dia, Ben i el seu equip descobreixen en un vaixell a l'Àrtida un indici que li fa pensar que el tresor és al revers de la Declaració d'Independència. L'existència del mapa arriba a oïdes del gran competidor de Gates, Ian Howe (Sean Bean), i Ben s'enfronta a un difícil dilema: O és el primer a robar el document més important d'Amèrica, que està protegit pel sistema de seguretat més sofisticat del món, o deixarà que caigui a mans extremadament perilloses.

## Repartiment
- Nicolas Cage: Benjamin Gates
- Diane Kruger: Abigail Chase
- Sean Bean: Ian Howe
- Jon Voight: Patrick Henry Gates
- Harvey Keitel: Peter Sadusky
- Christopher Plummer: John Adams Gates

## Comentaris
Aquesta pel·lícula barreja la història dels primers decennis dels Estats Units amb els misteris i remors sobre un tresor amagat per membres de l'Orde del Temple (els templaris) o per francmaçons. Adorna aquesta cerca del tresor amb diversos delegats al Congrés de Filadèlfia.

## SagaBenjamin Gates
1. National Treasure: The Treasure of the Templiers (2004)
2. National Treasure: The Book of the Secrets (2007)
3. National Treasure (2010)